# Бодишон, Барбара
Барбара Ли Смит Бодишон (англ. Barbara Leigh Smith Bodichon; 8 апреля 1827 — 11 июня 1891) — английская художница, преподавательница и феминистка, по отцовской линии родственница Флоренс Найтингейл.

## Биография
Внебрачная дочь английского политика-вига Бенджамина Ли Смита и модистки из Дербишира. В 1848 году отец передал Барбаре и другим своим детям ежегодную ренту в ₤300, что было достаточно необычно для того времени. Барбара использовала деньги для открытия собственной школы в Лондоне.
В 1858 году Барбара Бодишон со своей подругой Бесси Райнер Паркс основала «Журнал английской женщины» (The Englishwoman’s Review). В 1866 году Барбара организовала первый Женский комитет суфражисток (Women’s Suffrage Committee). Эта группа составила петицию суфражисток, переданную Дж. С. Миллем Палате общин от их имени. Близко дружила с Джордж Элиот, стала прототипом одной из героинь её исторического романа Ромола (1863). Находясь в Алжире, подружилась с писательницей Матильдой Битхэм-Эдвардс и посетила вместе с ней Францию и Испанию.
Бодишон отрицательно относилась к замужеству, считая, что женщина деградирует в браке. В молодости она отказала главному редактору журнала «Вестминстер ревью» Дж. Чепмену, предлагавшему ей руку и сердце. Однако Барбара пересмотрела свои радикальные взгляды после встречи с французским медиком Эженом Бодишоном. Муж поддерживал мадам Бодишон в её кампаниях в борьбе за права женщин.
Училась живописи у Уильяма Ханта. Её акварели получили высокую оценку Коро и Добиньи.

## Основные произведения
- «Женщины и работа» (Women and Work, 1857).
- «Аргументы „за“ и „против“ освобождения женщин» (Reasons for and against the Enfranchisement of Women, 1869).